# Chimie ionique en phase gazeuse
La chimie ionique en phase gazeuse est un domaine d'études faisant appel à la fois à la physique et la chimie pour étudier les ions et les molécules en phase gazeuse le plus souvent par spectrométrie de masse. La principale application de cette discipline est l'étude de la thermodynamique et de la cinétique des réactions chimiques,, comme la thermodynamique de la solvatation d'ions dans un solvant. Par exemple, les solutions ioniques à sphères de solvatation de petite taille peuvent être étudiées en phase gazeuse puis extrapolées à l'état condensé. 

## Théories cinétiques

### Théorie de l'état de transition
Cette théorie modélise la vitesse des réactions élémentaires en considérant un type particulier d'équilibre chimique en réactifs et complexes activés.

### Théorie RRKM
Cette théorie permet d'estimer simplement les vitesses de décomposition ioniques unimoléculaires à partir de quelques propriétés de la surface d'énergie potentielle.

## Formation ionique en phase gazeuse
La conversion d'un atome ou d'une molécule en ion par addition ou perte d'une particule chargée telle qu'un électron ou un autre ion peut se produire en phase gazeuse selon différents mécanismes.

### Chimionisation
La chimionisation (en) est la formation d'un ion au cours d'une réaction en phase gazeuse entre un atome ou une molécule et un autre atome ou une autre molécule alors que l'énergie de collision est inférieure à l'énergie d'ionisation des réactifs,. La réaction peut faire intervenir un réactif dans un état excité ou peut conduire à la formation d'une nouvelle liaison chimique,. La chimionisation peut intervenir par des réactions d'ionisation associative, dissociative, par réarrangement ou par ionisation de Penning, et compte également des réactions susceptibles de produire un électron libre ou une paire d'ions de charge opposée.
| A + B  | ⟶ AB+ + e− :        | ionisation associative ;             |
| A + BC | ⟶ A + B + C+ + e− : | ionisation dissociative ;            |
| A + BC | ⟶ AB+ + C + e− :    | ionisation par réarrangement ;       |
| A* + B | ⟶ A + B+ + e− :     | ionisation de Penning                |
| A + B  | ⟶ A+ + B− :         | ionisation par transfert d'électron. |
On pense que des réactions de chimionisation se produisent dans l'atmosphère riche en hydrogène des étoiles, conduisant à bien plus d'atomes d'hydrogène excités que certains modèles le prédisent. Ceci détermine notre compréhension des qualités optiques des photosphères stellaires, et notamment de celle du Soleil.

#### Ionisation associative
Deux espèces chimiques neutres réagissent pour former un produit ionisé :
A∗ + B ⟶ AB+• + e−,
où l'espèce A∗ excitée réagit avec B pour former le radical AB+• ionisé. En pratique, les deux espèces peuvent être excitées.

#### Ionisation de Penning
Il s'agit d'un type de réaction faisant intervenir une molécule excitée d'un gaz, notée G*, et une molécule cible, notée M, pour donner un cation moléculaire radicalaire M+• avec une molécule relâchée G et un électron e− :
G* + M ⟶ M+• + G + e−.
L'ionisation de Penning se produit lorsque l'énergie d'ionisation de la molécule M cible est inférieure à l'énergie interne des molécules de gaz G* excitées. Il existe aussi une ionisation de Penning associative :
G* + M ⟶ MG+• + e−.

#### Ionisation par transfert de charge
Il s'agit d'une réaction entre une espèce chargée et une espèce neutre au cours de laquelle la charge passe de la première à la seconde :
A+ + B ⟶ A + B+.

### Ionisation chimique
Lors d'une ionisation chimique (en), des molécules d'un réactif gazeux (souvent du méthane CH4, de l'ammoniac NH3, voire de l'isobutane (CH3)3CH) ionisées par ionisation électronique (en) donnent des ions réactifs qui réagissent avec une autre substance qui génère à son tour des ions susceptibles d'être observés par spectrométrie de masse.
Avec le méthane, par exemple, les réactions peuvent être représentées par :
| CH4 + e−    | ⟶ CH4+• + 2 e− :     | ionisation électronique (en) ;     |
| CH4 + CH4+• | ⟶ CH5+ + CH3• :      | production des espèces réactives ; |
| CH4 + CH4+• | ⟶ CH3CH2+ + H2 + H•  | ;                                  |
| CH4 + CH3+  | ⟶ CH3CH2+ + H2 ;     |                                    |
| M + CH5+    | ⟶ CH4 + [ M + H ]+ : | protonation ;                      |
| AH + CH3+   | ⟶ CH4 + A+ :         | transfert d'un anion hydrure H− ;  |
| M + CH3CH2+ | ⟶ [ M + CH3CH2 ]+ :  | formation d'un adduit ;            |
| A + CH4+    | ⟶ CH4 + A+ :         | transfert de charge (en).          |

## Fragmentation
La dissociation induite par collisions (en) (CID, ou CAD) est une technique utilisée en spectrométrie de masse pour induire la fragmentation (en) de certains ions moléculaires en phase gazeuse,. Les ions moléculaires entrent en collision avec les molécules de gaz neutres telles que l'hélium, l'azote ou l'argon. L'énergie cinétique des particules incidentes est partiellement convertie en énergie interne permettant la fragmentation. Lorsque la charge électrique de l'ion moléculaire n'est pas en position vicinale de la liaison covalente de l'ion moléculaire clivée au cours de la fragmentation, on parle de charge-remote fragmentation,.

## Réactions de transfert de charge
Il existe plusieurs types de réactions de transfert de charge :
| A2+ + B | ⟶ A+ + B+ :       | transfert partiel de charge ;                    |
| A+ + B  | ⟶ A2+ + B + e− :  | charge-stripping[21] ;                           |
| A+ + B  | ⟶ A− + B2+ :      | inversion de charge[22] positive vers négative ; |
| A− + B  | ⟶ A+ + B + 2 e− : | inversion de charge négative vers positive.      |